# Rust (Programmiersprache)
Rust ist eine Multiparadigmen-Systemprogrammiersprache, die von der Open-Source-Community entwickelt wird und unter anderem von Mozilla Research gesponsert ist. Sie wird mit dem Ziel entwickelt, sicher, nebenläufig und praxisnah zu sein. Sicherheit bezieht sich dabei insbesondere auf die Vermeidung von Programmfehlern, die zu Speicherzugriffsfehlern oder Pufferüberläufen und damit unter Umständen auch zu Sicherheitslücken führen, vor allem auch in nebenläufigen Prozessen. Im Gegensatz zu anderen Programmiersprachen mit automatischer Speicherverwaltung verwendet Rust hierfür keine Garbage Collection, sondern ein besonderes Typsystem. Dessen Typsicherheit wurde formal bewiesen.
Rust vereint Ansätze aus verschiedenen Programmierparadigmen, unter anderem aus der funktionalen, der objektorientierten und der nebenläufigen Programmierung und erlaubt so ein hohes Abstraktionsniveau. Beispielsweise gibt es in Rust algebraische Datentypen, Pattern Matching, Traits (ähnlich den Typklassen in Haskell), Closures sowie Unterstützung für RAII. Die Sprache wurde so entworfen, dass die Kosten der Abstraktionen zur Laufzeit so gering wie möglich bleiben können (zero-cost abstractions), um eine mit C++ vergleichbare Performanz zu erreichen.

## Geschichte
Die Sprache entstand aus einem persönlichen Projekt des Mozilla-Mitarbeiters Graydon Hoare. Mozilla begann das Sponsoring des Projekts im Jahr 2009. Es wurde 2010 zum ersten Mal angekündigt. Im selben Jahr begann der Wechsel von einem (noch in OCaml geschriebenen) ersten Compiler zu einem neuen Compiler, der selbst in Rust geschrieben ist. Dieser rustc genannte Compiler verwendet LLVM als Back-End und kann sich seit 2011 erfolgreich selbst übersetzen. Eine erste stabile Version von Compiler und Standardbibliothek, Rust 1.0, wurde am 15. Mai 2015 veröffentlicht.
Im August 2020 entließ Mozilla im Rahmen einer Unternehmensumstrukturierung unter anderem große Teile des Rust-Teams. Das Servo-Team wurde komplett aufgelöst. Nach Angaben der Vorstandsvorsitzenden Mitchell Baker wurde dies durch die Folgen der COVID-19-Pandemie notwendig. Das Ereignis führte zu Bedenken über die Zukunft von Rust.
Daher gründete das Rust-Kernteam eine Rust-Stiftung, um das Eigentum an allen Markenzeichen und Domainnamen zu übernehmen wie auch die finanzielle Verantwortung für deren Kosten.
Am 8. Februar 2021 gaben die Unternehmen AWS, Huawei, Google, Microsoft und Mozilla sowie fünf Mitglieder aus dem Rust-Team die Gründung der Rust Foundation bekannt.

## Sprachdesign

### Syntax, Sprachkonstrukte
Syntaktisch ist die Sprache an C angelehnt. Mehrere aufeinanderfolgende Anweisungen werden durch ein Semikolon getrennt, Blöcke stehen in geschweiften Klammern. In vielen Details weicht die Syntax allerdings davon ab. So werden beispielsweise keine Klammern um die Bedingungen von if- und while-Statements benötigt, stattdessen aber geschweifte Klammern um den dahinterstehenden Block erzwungen, auch wenn dort nur eine Anweisung steht. Das Schlüsselwort for leitet in Rust immer eine Foreach-Schleife ein, die das Iterieren über beliebige (auch benutzerdefinierte) Container und Objekte ermöglicht. Anstelle des switch-Statements gibt es die wesentlich mächtigeren match-Ausdrücke, die nicht nur mit Zahlen und Zeichenketten umgehen können, sondern Pattern Matching auf beliebig verschachtelten Strukturen durchführen können.
Variablen werden normalerweise klein (snake_case) geschrieben, außer wenn es sich um Konstanten handelt. Bei Konstanten schreibt man jeden Buchstaben groß und trennt jedes Wort mit einem Unterstrich (SCREAMING_SNAKE_CASE), Datentypen mit Ausnahme der primitiven mit großem Anfangsbuchstaben (PascalCase). Typparameter von generischen Typen und Funktionen stehen in spitzen Klammern. Zwei Doppelpunkte drücken aus, dass der Bezeichner auf der rechten Seite aus dem Namensraum des Bezeichners auf der linken Seite entstammen soll. Die Bindung eines Bezeichners x an einen Wert wird
```
let
 
x
: 
Typ
 
=
 
Wert
;

```

geschrieben, wobei die Angabe des Typs auch entfallen darf, wenn der Typ abgeleitet werden kann. Eine Variablen-Deklaration für die Variable v hat die Form:
```
let
 
mut
 
v
: 
Typ
 
=
 
Initialwert
;

```

oder allgemeiner:
```
let
 
mut
 
v
: 
Typ
;

v
 
=
 
Wert
;

```

Der Compiler überprüft mittels Datenflussanalyse, ob alle Bindungen und Variablen vor dem Auslesen initialisiert wurden. Verwendung von uninitialisiertem Speicher ist nur über einen speziellen Befehl möglich, welcher zwingend mit unsafe markiert werden muss.

### Typsystem
Benutzerdefinierte Datentypen können entweder als struct (Struktur wie in C) oder als enum (tagged-Union) definiert werden. Für beide Arten von Datentypen kann man mittels des impl-Schlüsselwortes Methoden definieren. Die sonst für objektorientierte Programmierung übliche Vererbung gibt es in Rust allerdings nicht; Polymorphie wird stattdessen durch Traits und generische Programmierung ermöglicht. Ein Trait definiert eine Menge von Funktionen und Methoden, die dann jeweils zusammen von Datentypen implementiert werden und bei Typparametern als Einschränkung für die erlaubten Typen dienen können. Dies wird auch für Operatoren verwendet, sodass beispielsweise der Operator + mit jedem Datentyp verwendet werden kann, der den Trait Add implementiert. Alle Funktions-, Methoden- und Operatoraufrufe werden dabei statisch gebunden, wodurch dem Compiler einige Optimierungen ermöglicht werden. Allerdings kann über sogenannte Trait-Objects auch mittels dynamischer Bindung auf Trait-Methoden zugegriffen werden. Es ist erlaubt, sowohl existierende Traits aus fremdem Code für benutzerdefinierte Typen, als auch neue, benutzerdefinierte Traits für existierende Typen zu implementieren.

### Zeiger, Speicherverwaltung
Rust kennt neben den sogenannten Raw-Pointern, die Zeigern in C entsprechen und nur in explizit als unsafe markiertem Code dereferenziert werden dürfen, auch noch Referenzen. Diese zeigen immer auf gültigen Speicher und dürfen niemals den Wert null annehmen. Es werden zwei verschiedene Arten von Referenzen unterschieden: gemeinsame Referenzen (shared references), eingeleitet durch &, und veränderbare Referenzen (mutable references), eingeleitet durch &mut. Der Rust-Compiler garantiert statisch, dass keine Referenz das von ihr referenzierte Objekt „überlebt“, dass das referenzierte Objekt nicht verändert wird, während eine Referenz (egal ob gemeinsam oder veränderbar) existiert, und dass eine veränderbare Referenz – wenn eine solche existiert – stets die einzige Referenz auf ein Objekt ist, sodass Veränderungen am Objekt vorgenommen werden können, ohne dabei Referenzen zum selben Objekt an anderen Stellen im Code oder sogar in anderen Threads ungültig zu machen.
Das Erstellen von Referenzen wird auch als Borrowing (Ausleihen) bezeichnet und bildet zusammen mit dem Konzept der Ownership (Besitz) die Grundlage für die sichere Speicherverwaltung ohne Garbage Collection. Ownership bedeutet hier, dass jedes Objekt im Speicher im Besitz derjenigen Variable ist, der es bei der Erstellung zugewiesen wird. Am Ende der Lebensdauer dieser Variable wird der Speicher automatisch freigegeben. Für die meisten komplexeren Datentypen verwendet Rust die sogenannte Move-Semantik, sodass bei Zuweisung eines Objektes zu einer anderen Variablen das Objekt „verschoben“ wird, und ein Zugriff auf die alte Variable daraufhin nicht mehr möglich ist. Auch beim Übergeben von Objekten als Wertparameter an Funktionen (call by value) werden solche Objekte in die Funktion „hineingeschoben“ und sind von außen nicht mehr zugreifbar, wenn sie nicht wieder von der Funktion zurückgegeben werden. Primitive Datentypen im engeren Sinne verwenden keine Move-Semantik, sondern die sonst übliche Copy-Semantik (Zuweisungen erstellen eine Kopie). Dies gilt nicht für folgende Datentypen, die in Rust als primitiv gelten: veränderbare Referenzen (mutable references), manche Closures, str und manche Arrays und manche Tupel. Bei benutzerdefinierten Datentypen kann mittels des Copy-Traits selbst entschieden werden, ob Move- oder Copy-Semantik verwendet werden soll.
Zur dynamischen Speicherverwaltung stehen die Smart-Pointer-Typen Box, Rc und der Hilfstyp RefCell zur Verfügung, welche einerseits dem System Ownership-Borrowing-Lifetime-Move unterworfen sind, dieses System andererseits auf die Laufzeitdynamik übertragen. Der Typ Box<T> beschreibt einen besitzenden Zeiger auf einen Wert vom Typ T im dynamisch allozierten Speicher. Der Typ Rc<T> beschreibt über Referenzzählung einen gemeinschaftlichen Besitz auf einen unveränderlichen Wert. Ein unveränderlicher Wert kann jedoch veränderliche innere Daten vom Typ RefCell<T> besitzen, wobei jeweils ein Referenzzähler für einen Zugriff analog zu & und &mut das sichere dynamische Borrowing durch Prüfung zur Laufzeit ermöglicht.
Mit Rc allein ist keine Dynamik zyklischer Datenstrukturen möglich. Hierzu kann wieder RefCell herangezogen werden, wobei die Zyklen manuell aufgebrochen werden müssen, damit es nicht zu einem Speicherleck kommt. Als alternatives Konzept ist der Zeigertyp Weak<T> vorhanden, bei dem die Zeiger analog zu Rc sind, jedoch keinen Besitz am Wert haben. Zur Umsetzung von Weak ist in Rc ein zweiter Referenzzähler implementiert. Ein Zeiger vom Typ Weak verhindert zwar nicht den Destruktor-Aufruf beim Verschwinden aller Zeiger vom Typ Rc, die Deallokation des brach liegenden Knotens geschieht dann allerdings erst beim Verschwinden des letzten Zeigers vom Typ Weak. Die Destruktor-Aufrufe sorgen dabei für ein automatisches Aufbrechen der Zyklen.
Für die nebenläufige Programmierung ist ein Austausch von Rc gegen Arc, und RefCell gegen die analogen Konzepte Mutex oder RwLock notwendig.
Nullzeiger kommen in Rust nicht vor. Abwesenheit eines Werts wird stattdessen durch den Typ Option<T> modelliert, welcher es als enum ermöglicht, zwischen Some(T) (Vorhandensein) und None (Abwesenheit) zu unterscheiden. Die Verwendung von Optionen ist nicht auf Zeiger beschränkt. Möchte man z. B. einen großen Teil einer struct zunächst uninitialisiert lassen, dann kann man diesen als innere struct hinter einer Option verbergen und mit None initialisieren.

### Fehlerbehandlung
Rust unterscheidet zwischen nicht behebbaren (unrecoverable) und behebbaren (recoverable) Fehlern. Tritt ein nicht behebbarer Fehler auf, wird eine Meldung ausgegeben, der Stack aufgeräumt (unwinding) und der betroffene Thread beendet. Wenn dies nicht der Haupt-Thread ist, läuft das Programm weiter. Ein sofortiger Programmabbruch via abort() ist auch konfigurierbar. Für behebbare Fehler gibt es in Rust die in vielen Sprachen vorhandene Ausnahmebehandlung mit automatischem Stack-Unwinding nicht. Stattdessen werden behebbare Fehler als gewöhnliche Rückgabewerte von Funktionen modelliert. Zur strengen Typisierung dienen dabei die Typen Result<T,E> und Option<T>. Beide Typen sind als enum formuliert, Result unterscheidet hierbei zwischen Ok(T) (normale Werte) und Err(E) (Fehlerwerte), Option definiert hingegen Some(T) (normale Werte) und None (kein Wert).
Ein Laufzeitnachteil entsteht bei der Rückgabe von enum bzw. struct in vielen Fällen nicht, da der Compiler in der Lage ist, für größere Objekte automatisch Zeiger zu erzeugen und Nullzeiger-Optimierungen durchzuführen.

## Beispiele

### Hello-World-Funktion
```
fn
 
main
()
 
{

    
println!
(
"Hello, world!"
);

}

```

Das obige Beispiel gibt den Text Hello, world! am Ausgabemedium aus. println!() ist hierbei keine gewöhnliche Funktion, sondern ein Makro. Die Funktionsdeklaration erfolgt in Rust mit dem Schlüsselwort fn.

### Fakultäts-Funktion
Für die Berechnung der Fakultät einer Zahl {\displaystyle n}, also {\displaystyle n!=1\cdot 2\cdot 3\dotsm n=\prod _{k=1}^{n}k}, existieren verschiedene Lösungswege, insbesondere ein rekursiver und ein iterativer. Beide sind in Rust umsetzbar.

#### Iterativ
```
fn
 
fakultaet
(
i
: 
u64
)
 
-> 
u64
 
{

    
let
 
mut
 
acc
 
=
 
1
;

    
for
 
num
 
in
 
2
..=
i
 
{

        
acc
 
*=
 
num
;

    
}

    
acc

}

```

Da die Fakultät für alle natürlichen Zahlen definiert ist, kann als Datentyp auf u64, eine vorzeichenlose 64-Bit-Ganzzahl, zurückgegriffen werden. In dieser Variante wird die Fakultät nach obiger Definition umgesetzt. Auffällig ist das Schlüsselwort mut in Zeile 2, das in der Deklaration der Variable acc vorkommt, um diese als veränderlich (mutable) zu kennzeichnen, da im Schleifenkörper in Zeile 4 eine erneute Wertzuweisung vorgenommen wird. Eine explizite return-Anweisung wird in Rust nicht benötigt, weil der letzte Ausdruck (der aufgrund des fehlenden Semikolons keine Anweisung ist) als Rückgabewert gilt. Dieser Ausdruck muss dem Rückgabetypen aus dem Funktionskopf entsprechen.

Alternativ erlaubt es Rust, das Problem im Sinne der funktionalen Programmierung anzugehen. Sogenannte Iterators bieten eine Möglichkeit, iterierbare Objekte zu verarbeiten. So lässt sich die Fakultät mit Hilfe des Iterators (1..=i) und dessen Methode product() wie folgt darstellen:
```
fn
 
fakultaet
(
i
: 
u64
)
 
-> 
u64
 
{

    
(
1
..=
i
).
product
()

}

```

#### Rekursiv
```
fn
 
fakultaet
(
i
: 
u64
)
 
-> 
u64
 
{

    
match
 
i
 
{

        
0
 
=>
 
1
,

        
n
 
=>
 
n
 
*
 
fakultaet
(
n
 
-
 
1
)

    
}

}

```

Bei dieser Variante liegt der Kern in einer Fallunterscheidung, mit der die Fakultät ebenfalls definiert werden kann:
{\displaystyle n!={\begin{cases}1,&n=0\\n\cdot (n-1)!,&n>0\end{cases}}}
Dieser Ausdruck lässt sich in Rust mittels Pattern Matching und rekursivem Funktionsaufruf implementieren.

#### Behandlung von Überlauf
Mit dem hier benutzten 64-Bit-Integer-Datentyp lässt sich die Fakultät nur bis 20 berechnen, bis ein Überlauf passiert, welcher nur noch falsche Ergebnisse liefert. Dies geschieht häufig unbemerkt. Je nach Kompiliermethode würde dieser Überlauf in den obigen Beispielen als nicht behebbarer Fehler bemerkt, sodass das Programm sich beendet, oder es würde mit dem Überlauf weitergerechnet.
Stattdessen kann dieser Fehlerfall wie folgt mit Hilfe des Typsystems behandelt werden:
```
fn
 
fakultaet
(
i
: 
u64
)
 
-> 
Option
<
u64
>
 
{

    
match
 
i
 
{

        
0
 
=>
 
Some
(
1
),

        
n
 
=>
 
match
 
fakultaet
(
n
 
-
 
1
)
 
{

            
Some
(
m
)
 
=>
 
n
.
checked_mul
(
m
),

            
None
 
=>
 
None

        
}

    
}

}

```

### Stapelspeicher
Die kombinierte Nutzung von Enumerationen, Strukturen und Zeigern erlaubt die Konstruktion komplexer Datenstrukturen. Das folgende Beispiel zeigt die Implementierung eines unbeschränkten Stapelspeichers als einfach verkettete Liste, der durch Verhüllung in ein Modul zu einem abstrakten Datentyp gemacht wird. Die öffentliche Schnittstelle ist durch das Schlüsselwort pub gekennzeichnet.
Die Formulierung des abstrakten Datentyps Stack<T> ist generisch über seinem Elementtyp T gestaltet. Man sagt auch, Stack<T> ist parametrisch polymorph oder ist allquantifiziert über die Typvariable T. Bei der Erzeugung von Maschinencode stehen dem Compiler nun zwei Möglichkeiten zur Wahl. Entweder die Funktionalität wird für jeden Elementtyp neu generiert, ein Monomorphisierung genannter Prozess, oder aber eine Laufzeit-polymorphe Schnittstelle wird generiert, die einen beliebigen Elementtyp über eine Dispatch-Tabelle verarbeiten kann. Der aktuelle Compiler ist nur zu Ersterem fähig, welches den Vorteil der höheren Optimierbarkeit bietet.
```
mod
 
stack
 
{

    
struct
 
Node
<
T
>
 
{

        
data
: 
T
,

        
next
: 
Option
<
Box
<
Node
<
T
>>>

    
}

    
pub
 
struct
 
Stack
<
T
>
 
{

        
top
: 
Option
<
Box
<
Node
<
T
>>>

    
}

    
impl
<
T
>
 
Stack
<
T
>
 
{

        
pub
 
fn
 
new
()
 
-> 
Self
 
{

            
Self
{
top
: 
None
}

        
}

        
pub
 
fn
 
push
(
&
mut
 
self
,
 
element
: 
T
)
 
{

            
let
 
node
 
=
 
self
.
top
.
take
();

            
self
.
top
 
=
 
Some
(
Box
::
new
(
Node
{
data
: 
element
,
 
next
: 
node
}));

        
}

        
pub
 
fn
 
pop
(
&
mut
 
self
)
 
-> 
Option
<
T
>
 
{

            
if
 
let
 
Some
(
node
)
 
=
 
self
.
top
.
take
()
 
{

                
self
.
top
 
=
 
node
.
next
;

                
Some
(
node
.
data
)

            
}
 
else
 
{

                
None

            
}

        
}

    
}

}

use
 
stack
::
Stack
;

fn
 
main
()
 
{

    
let
 
mut
 
a
: 
Stack
<
i32
>
 
=
 
Stack
::
new
();

    
a
.
push
(
1
);

    
a
.
push
(
2
);

    
println!
(
"{:?}"
,
 
a
.
pop
());

    
println!
(
"{:?}"
,
 
a
.
pop
());

    
println!
(
"{:?}"
,
 
a
.
pop
());

}

```

Die Notation &mut self ist eine Kurzschreibweise für self: &mut Self.
Eine Problemsituation tut sich bei der Entnahme des Knotens aus top auf. Weil es hier zur Besitzübertragung an node kommt, würde die Speicherzelle ungültig werden. Zur Umgehung dieser gefährlichen Situation wurde die Methode Option::take genutzt, die die ungültige Speicherzelle sogleich mit dem Wert None überschreibt.
Die Standardbibliothek enthält viele Hilfsfunktionen, von denen einige manchmal sogar lediglich zur moderaten Verknappung von Quelltext herangezogen werden. Benutzung der monadischen Methode Option::map gestattet bspw. eine kürzere Formulierung der Methode pop:
```
pub
 
fn
 
pop
(
&
mut
 
self
)
 
-> 
Option
<
T
>
 
{

    
self
.
top
.
take
().
map
(
|
node
|
 
{

        
self
.
top
 
=
 
node
.
next
;

        
node
.
data

    
})

}

```

Es ist im Allgemeinen nicht empfehlenswert, grundlegende Datenstrukturen neu zu erfinden, da dies eine vermeidbare Fehlerquelle ist und den Datenaustausch verkomplizieren kann. Anstelle des hier beispielhaft gezeigten Stack sollte Vec verwendet werden.

## Verwendung
Der Rust-Compiler wird standardmäßig mit Cargo, einer Paketverwaltung für Rust-Software, ausgeliefert, die verwendete Bibliotheken automatisch herunterlädt und Abhängigkeiten auflöst. Jedes Paket beinhaltet eine Konfigurationsdatei im TOML-Format, die als Cargo.toml im Paketverzeichnis abgelegt wird. In dieser werden neben allgemeinen Informationen zum Paket (u. a. Name, Version und Autoren) auch die benötigten Abhängigkeiten angegeben.
Eine Vielzahl wiederverwendbarer Open-Source-Komponenten stehen im offiziellen Paket-Repository crates.io zur Verfügung. Ab der Version 1.34.0 ist es zudem möglich, andere Paket-Repositories zu nutzen. Dies ermöglicht beispielsweise, dass Unternehmen eigene, interne Paket-Repositories erstellen und für Closed-Source-Komponenten nutzen.
Rust findet unter anderem in folgenden Projekten Verwendung:
- Mozilla Firefox[42][43]
- Mozilla Thunderbird – ab Version 128, für mehr Performance und Sicherheit, aber auch um zukünftig Code zwischen Desktop und Mobile gleichermaßen entwickeln und teilen zu können.[44]
- Servo – eine neue Layout-Engine für Webbrowser von Mozilla.[45]
- OpenDNS – verwendet Rust in zwei Softwarekomponenten.[46][47]
- librsvg – freie SVG-Bibliothek, Teil des Gnome-Projektes.
- Google Fuchsia – ein Betriebssystem, das von Google entwickelt wird.[48]
- Deno – eine Laufzeitumgebung für JavaScript und TypeScript als Alternative zu Node.js
- RustDesk – eine Remote-Desktop-Anwendung
- Signal Messenger – Kernfunktionalitäten wie Signal-Protokoll oder Kryptographie für alle Apps (Android, iOS, Desktop).[49]

### Betriebssysteme
Rust findet in vielen Betriebssystemen zunehmend Anwendung, da vor allem Speicherzugriffsfehler oder Pufferüberläufe immer wieder zu Sicherheitslücken führen, welche mit Rust von Haus aus vermieden werden können. Dabei wird zumeist C oder C++ ersetzt.

#### Microsoft Windows
Microsoft ist Gründungsmitglied der Rust Foundation und bezahlt als Platinum-Sponsor 300.000 US-Dollar im Jahr an die Organisation.
2020 hatte Microsoft angekündigt, Teile von Windows in Rust neu zu schreiben. DWriteCore, eine Engine zur Textanalyse, Layout und Rendering, besteht mittlerweile aus rund 150.000 Zeilen Rust. „Auch wenn es sich um einen kleinen Test handelt, werden wir die Nutzung von Rust im Kernel weiter steigern“, heißt es in einem Windows Blog Post vom Juli 2023, zur Implementierung der GDI-Region in win32kbase_rs.sys in sicherem Rust. Bereits im Oktober 2023 war Rust im Kernel von Windows 11, als ein SysCall, angekommen.
Im November 2023 hat der bei Microsoft für Betriebssystemsicherheit zuständige David Weston angegeben, dass Rust von Microsofts hauseigenen Entwicklungswerkzeugen künftig „erstklassig“ unterstützt werden und damit auf einer Stufe wie C oder C++ stehen soll. Dies bedeutet vor allem Arbeiten an sowie Investitionen in interne Systeme. Dafür sind 10 Millionen US-Dollar veranschlagt. Als Ziel möchte man vor allem die Speichersicherheit der eigenen Anwendungen erhöhen. Zusätzlich zu der Ankündigung hat man neben dem Mitgliedsbeitrag eine Million an die Rust Foundation gespendet.

#### Google Android
Google ist Gründungsmitglied der Rust Foundation und zahlt als Platinum-Sponsor 300.000 US-Dollar im Jahr an die Organisation.
Bereits seit 2019 wird Rust von Google in Android verwendet, was laut Aussage von Android-Sicherheits-Ingenieur Jeffrey Vander Stoep von 2019 bis 2022 bereits die Anzahl der Speichersicherheitsfehler von 223 auf 85 pro Jahr reduzieren konnte. Bisher wurden auch keine Speicherfehler im hinzugefügten Rust-Code gefunden.
In Android 12 wurde Rust-Support erstmals angekündigt. In Android 13 war bereits ein größerer Teil des neu hinzugefügten Code in Rust geschrieben.
Für Android 14 wurde bereits eine Bare-Metal-Rust-Umsetzung veröffentlicht. Die Protected-Virtual-Machine-Firmware ersetzt den in C geschriebenen Open-Source-Bootloader U-Boot. Grund dafür sind Speicherfehler wie Pufferüberlauf oder Out-of-Bounds-Fehler im Bootloader, die aufgrund der Angreifbarkeit eines Bootloaders zumeist als kritisch eingestuft werden und zukünftig damit vermieden werden könnten.
Im November 2023 wurde der erste komplette Linux-Treiber für Android namens Binder erstellt. Dabei handelt es sich um eine komplett neue Umsetzung der Interprozesskommunikation (IPC), zuvor in C umgesetzt, und im Zuge dessen wurden auch weitere Pläne und Funktionen umgesetzt.

#### Linux Kernel
Der Linuxkernel enthält 25 000 Zeilen Rustcode bei 34 000 000 Zeilen C-Code, Rust macht somit erst 0,07 % aus (Stand: 2025).
Für Kernelentwickler bietet Rust als Sprache, Bibliothek und Tooling viele moderne Verbesserungen im Vergleich zu C.
Die zahlenmäßig meisten gefundenen Fehler im Kernelcode betreffen Spezialfälle in C, die in Rust nicht vorkommen können, wie beispielsweise überschriebener Speicher, Aufräumarbeiten im Fehlerfall, vergessene Fehlerüberprüfung und Speichernutzung nach Rückgabe. Dies betrifft rund 70 % der Sicherheitslücken. Rust erzwingt bereits beim Compilieren die Validierung nicht vertrauenswürdiger Daten, die Regeln für Speicherverwaltung, Sperrregeln, Fehlerbehandlung und Typsicherheit, das vereinfacht Codereviews und reduziert Programmierfehler im Linuxkernel.
Mit dem Linux-Kernel 6.1 wurde erstmals die Möglichkeit geschaffen, neben der Programmiersprache C auch Rust als zweite Programmiersprache im Kernel zu verwenden. Dies war aber noch nicht als produktiv zu bezeichnen, da noch entsprechende Rust-Module im Kernel fehlten.
Erst mit den folgenden Kerneln wurden Module und mehrere Updates der Toolchain gemacht, um dem produktiven Einsatz näher zu kommen und zukünftig näher an der aktuellen Entwicklung von Rust zu sein.
Die Umstellung auf Rust warf aber auch diverse Diskussionen auf, in deren Folge im Jahr 2025 langjährige Kernel-Maintainer das Projekt verlassen haben.